# Патріс Мур'є
Патріс Мур'є (фр. Patrice Mourier; нар. 10 квітня 1962, Ліон) — французький борець греко-римського стилю, чемпіон та бронзовий призер чемпіонатів світу, чемпіон та бронзовий призер чемпіонатів Європи, дворазовий чемпіон Середземноморських ігор, учасник Олімпійських ігор.

## Життєпис
Боротьбою почав займатися з 1970 року. У 1980 році став бронзовим призером чемпіонату світу серед юніорів.
Виступав за борцівський клуб «Ліон».
Після завершення кар'єри борця перейшов на трененрську роботу. Серед його вихованців:
- чемпіон та срібний призер чемпіонатів світу, чотириразовий призер чемпіонатів Європи, срібний призер кубку світу, бронзовий призер Європейських ігор, дворазовий чемпіон Середземноморських ігор, учасник трьох Олімпійських ігор Мелонін Ноумонві[1];
- бронзовий призер Кубку світу, бронзовий призер Олімпійських ігор Янник Щепаняк[2].

## Спортивні результати на міжнародних змаганнях

### Виступи на Олімпіадах
| Змагання                    | Збірна  | Вагова категорія                 | Місце |
| --------------------------- | ------- | -------------------------------- | ----- |
| Літні Олімпійські ігри 1992 | Франція | греко-римська боротьба, до 57 кг | 11    |

### Виступи на Чемпіонатах світу
| Змагання                        | Збірна  | Вагова категорія                 | Місце  |
| ------------------------------- | ------- | -------------------------------- | ------ |
| Чемпіонат світу з боротьби 1985 | Франція | греко-римська боротьба, до 57 кг | 6      |
| Чемпіонат світу з боротьби 1987 | Франція | греко-римська боротьба, до 57 кг | Золото |
| Чемпіонат світу з боротьби 1990 | Франція | греко-римська боротьба, до 57 кг | Бронза |
| Чемпіонат світу з боротьби 1991 | Франція | греко-римська боротьба, до 57 кг | 4      |

### Виступи на Чемпіонатах Європи
| Змагання                         | Збірна  | Вагова категорія                 | Місце  |
| -------------------------------- | ------- | -------------------------------- | ------ |
| Чемпіонат Європи з боротьби 1984 | Франція | греко-римська боротьба, до 57 кг | 7      |
| Чемпіонат Європи з боротьби 1987 | Франція | греко-римська боротьба, до 57 кг | Бронза |
| Чемпіонат Європи з боротьби 1988 | Франція | греко-римська боротьба, до 57 кг | 5      |
| Чемпіонат Європи з боротьби 1989 | Франція | греко-римська боротьба, до 57 кг | 6      |
| Чемпіонат Європи з боротьби 1990 | Франція | греко-римська боротьба, до 57 кг | Золото |
| Чемпіонат Європи з боротьби 1991 | Франція | греко-римська боротьба, до 57 кг | 7      |

### Виступи на Середземноморських іграх
| Змагання                    | Збірна  | Вагова категорія                 | Місце  |
| --------------------------- | ------- | -------------------------------- | ------ |
| Середземноморські ігри 1983 | Франція | греко-римська боротьба, до 57 кг | 4      |
| Середземноморські ігри 1987 | Франція | греко-римська боротьба, до 57 кг | Золото |
| Середземноморські ігри 1991 | Франція | греко-римська боротьба, до 57 кг | Золото |

### Виступи на інших змаганнях
| Змагання                                      | Збірна  | Вагова категорія                 | Місце  |
| --------------------------------------------- | ------- | -------------------------------- | ------ |
| Гран-прі Німеччини з боротьби 1982            | Франція | греко-римська боротьба, до 57 кг | 7      |
| Чемпіонат Європейського ринку з боротьби 1982 | Франція | греко-римська боротьба, до 57 кг | 5      |
| Гран-прі Німеччини з боротьби 1985            | Франція | греко-римська боротьба, до 57 кг | Бронза |
| Гран-прі Німеччини з боротьби 1986            | Франція | греко-римська боротьба, до 57 кг | Бронза |
| Золотий Гран-прі з боротьби 1987              | Франція | греко-римська боротьба, до 57 кг | 5      |
| Гала гран-прі FILA 1987                       | Франція | греко-римська боротьба, до 57 кг | Золото |
| Турнір Акрополіса 1990                        | Франція | греко-римська боротьба, до 57 кг | 4      |

### Виступи на змаганнях молодших вікових груп
| Змагання                                      | Збірна  | Вагова категорія                 | Місце  |
| --------------------------------------------- | ------- | -------------------------------- | ------ |
| Чемпіонат світу з боротьби серед юніорів 1980 | Франція | греко-римська боротьба, до 52 кг | Бронза |